# Tea for the Tillerman
Tea for the Tillerman - En españolː Té para el timonel - es el cuarto álbum de estudio del cantautor británico Cat Stevens, publicado el 23 de noviembre de 1970 por Island Records.
El álbum vino acompañado del sencillo "Wild World", canción que tuvo un enorme éxito en el Reino Unido y en Norteamérica y se mantiene como una de las composiciones más reconocidas de Stevens. También incluye la nostálgica Father and Son, segundo sencillo del álbum.
Cuatro de las canciones del álbum ("Where Do the Children Play?", "On the Road to Find Out", "Tea for the Tillerman" y "Miles from Nowhere") fueron utilizadas en la película de comedia negra Harold and Maude de 1971.
En el 2020 el álbum fue ubicado en el puesto 205 de la lista de los 500 mejores álbumes de todos los tiempos, de la revista Rolling Stone.

## Contenido

### Portada
El arte de la cubierta se asemeja a ilustraciones frecuentes en cuentos infantiles, lo cual es algo característico de Stevens. 
La portada muestra a un hombre de barba roja bebiendo de una taza que por el nombre del álbum se entenderìa que se trata de té. El hombre acompaña su taza con otra que está al lado derecho de una tetera. Los utensilios son de color blanco. La mesa en donde están los objetos tiene también un mantel blanco. Por debajo del mantel (que llega hasta el suelo), se pueden ver los zapatos del hombre.
Detrás del hombre hay un camino que conduce a un árbol y una puesta de sol. Al lado derecho de la mesa hay un árbol y dos niños jugando en él. Uno de ellos está subido en el árbol, es de cabello rubio, tiene una camisa blanca de rayas negras y un camisón verde al estilo medieval. El otro niño, que está en el suelo, tiene el cabello negro y usa un overol carmesí.
Como arte interior del álbum aparece una foto de Stevens, sentado en posición de loto, con los brazos apoyados sobre sus rodillas, mirando hacia un objeto que no es visible en la fotografía. La apariencia de la imagen da a entender que la fotografía se tomó en un ambiente de oscuridad, con iluminación ténue de una fogata o similar.

## Lista de canciones
Todas compuestas por Cat Stevens.

### Lanzamiento original
| Lado A |                               |          |  |
| N.º    | Título                        | Duración |  |
| 1.     | «Where Do the Children Play?» | 3:52     |  |
| 2.     | «Hard Headed Woman»           | 3:47     |  |
| 3.     | «Wild World»                  | 3:20     |  |
| 4.     | «Sad Lisa»                    | 3:45     |  |
| 5.     | «Miles from Nowhere»          | 3:37     |  |

| Lado B |                           |          |  |
| N.º    | Título                    | Duración |  |
| 6.     | «But I Might Die Tonight» | 1:53     |  |
| 7.     | «Longer Boats»            | 3:12     |  |
| 8.     | «Into White»              | 3:24     |  |
| 9.     | «On the Road to Find Out» | 5:08     |  |
| 10.    | «Father and Son»          | 3:41     |  |
| 11.    | «Tea for the Tillerman»   | 1:01     |  |

### Edición de lujo

#### Disco 2
Todas las canciones escritas y compuestas por Cat Stevens. 
| N.º | Título                                            | Duración |  |
| 1.  | «Wild World» (Demo)                               | 3:14     |  |
| 2.  | «Longer Boats» (En vivo)                          | 2:51     |  |
| 3.  | «Into White» (En vivo)                            | 3:37     |  |
| 4.  | «Miles from Nowhere» (Demo)                       | 3:14     |  |
| 5.  | «Hard Headed Woman» (En vivo)                     | 3:57     |  |
| 6.  | «Where Do the Children Play?» (En vivo)           | 3:20     |  |
| 7.  | «Sad Lisa» (En vivo)                              | 3:13     |  |
| 8.  | «On the Road to Find Out» (En vivo)               | 4:57     |  |
| 9.  | «Father and Son» (Grabada durante sesión en vivo) | 4:25     |  |
| 10. | «Wild World» (Grabada durante sesión en vivo)     | 3:03     |  |
| 11. | «Tea for the Tillerman» (En vivo)                 | 0:50     |  |

## Créditos
- Cat Stevens – voz, guitarras, teclados
- Alun Davies – guitarra acústica, voz
- Harvey Burns – batería, percusión
- John Ryan – doble bajo
- Del Newman – arreglos de cuerdas
- Jack Rothstein – violín

## Listas de éxitos

### Álbum
| Año  | Lista      | Posición |
| ---- | ---------- | -------- |
| 1971 | Pop Albums | 8        |

### Sencillos
| Año  | Sencillo     | Lista       | Posición |
| ---- | ------------ | ----------- | -------- |
| 1971 | "Wild World" | Pop Singles | 11       |

## Versiones
Algunas canciones del álbum han sido grabadas por otras bandas y artistas como:
- Jimmy Cliff ("Wild World")
- Boyzone ("Father and Son")
- Johnny Cash con Fiona Apple ("Father and Son")
- 36 Crazyfists ("Sad Lisa")
- Mr. Big ("Wild World")
- The Nerve Agents ("But If I Might Die Tonight")
- Horace Andy ("Where Do the Children Play?")
- Angels of Venice ("Sad Lisa")
- Maxi Priest ("Wild World")
- SNFU ("Wild World")
- Me First and the Gimme Gimmes ("Wild World")
- Garth Brooks ("Wild World")
- Rod Stewart ("Father And Son")